# Bericht über Bruno
Bericht über Bruno ist ein Roman des Schriftstellers Joseph Breitbach, der 1962 im Insel-Verlag erschien und 1964 in Breitbachs eigener Übersetzung auch auf Französisch (Rapport sur Bruno) herauskam. Neu aufgelegt wurde er 2009 im Wallstein Verlag, Göttingen. Gewidmet hat Breitbachs den Roman seinen „beiden Vätern“, dem leiblichen, Jean Breitbach, und dem väterlichen Freund, Jean Schlumberger.

## Handlung
Der Roman ist der Bericht eines Industriellen und liberalen Politikers über seinen Enkel Bruno Collignon. Diesem ist es in seiner Feindschaft zu seinem Großvater gelungen, dessen Abdankung als Innenminister  herbeizuführen. Aus diesem Anlass entsteht der Bericht über das Aufwachsen und die Entwicklung des Bruno Collignon. Hervorgegangen aus der Ehe der Tochter des fiktionalen Verfassers, wird das Enkelkind nach dem Scheitern der Ehe und im Zusammenhang mit der Drogenabhängigkeit der Mutter von den Großeltern auf Schloss Belvedere aufgenommen. Das Schloss ist Eigentum des Chemie-Unternehmens, dem der Großvater vorsteht. Es war Stammsitz der adligen Familie, deren Spross der Unternehmer (Baron) ist. Neben seiner Tätigkeit als Unternehmer und Chemiker ist der Baron ein Politiker von nationaler Bedeutung; er gehörte verschiedenen Regierungen an.
Nach des Großvaters Bericht handelt es sich bei Bruno um einen Jungen, der hochintelligent, eigenwillig und berechnend ist. Die Beziehung zwischen Großvater und Enkel ist unterkühlt, aber beherrscht von dem gegenseitigen Wunsch nach Zuwendung und Anerkennung. Brunos Beziehung zu seinen Eltern ist gleichfalls schwierig. Glaubt Bruno, dass ihm Besuche seiner Mutter durch den Großvater verwehrt werden, versucht diese, sich ihrer Verpflichtung zu entziehen. Vater Collignon lebt in Paris und lässt sich zeitweise von seinem Sohn aushalten. Dieser, nicht mit Taschengeld versehen, verkauft zu dem Zweck Gegenstände aus dem Schloss. Während eines Besuchs Brunos beim inhaftierten Vater in Paris überwirft er sich mit ihm.
Eine Wende in der vom Großvater als wenig hoffnungsvoll beschriebenen moralischen Entwicklung des Enkelsohnes zeichnet sich ab, als ein neuer Erzieher eingestellt wird, Rysselgeert. Der gewinnt schnell das (begrenzte) Vertrauen Brunos. Rysselgeerts an unbekanntem Ort verbrachte Sonntage säen bei Bruno Zweifel an der Lauterkeit von dessen Zuwendung. Breitbach lässt hier die Leser lange Zeit im Ungewissen über Rysselgeerts Geheimnis, hinter dem sich eine Liebesbeziehung zu einem Mann, Max Jans, Sohn eines Gewerkschaftsführers, verbirgt. Ähnlich verhält es sich mit der Beziehung des seit Jahren verwitweten Großvaters mit einer Frau, die nur durch eine Indiskretion bekannt wird.
Eine weitere Dimension des Romans ergibt sich aus der Thematisierung des Kalten Krieges anlässlich der Absicht der Königinmutter, die Sowjetunion zu besuchen. Der Berichterstatter als Vorsitzender der Liberalen vermittelt zwischen dem sozialistischen Außenminister, einem seiner Freunde, und der Königinmutter. Gleichzeitig wird deutlich, wie sehr der sozialistische Politiker das kommunistische System der Sowjetunion verabscheut. Breitbach lässt hier und an anderen Stellen seines Romans keinen Zweifel an seiner ablehnenden Haltung gegenüber dem bolschewistischen Regime.
Diese Haltung wird besonders deutlich, als der Unternehmer, der mittlerweile wieder der Regierung als Innenminister angehört, gebeten wird, für den neuen sowjetischen Botschafter eine Jagd auszurichten. Die Regierung sieht das Handelsabkommen mit der Sowjetunion in Gefahr. Der eher undurchsichtige Botschafter hat allerdings weder Jagdglück noch politisch Erfolg. Als ein von der Botschaft aus gesteuertes Spionagenetz auffliegt, wird er seines Postens enthoben.
Nach Erfüllung seiner Wehrpflicht wird Bruno zum politischen Gegenspieler seines Großvaters. Die Koalition von Sozialisten und Liberalen will die konservativen Sittengesetze des Landes grundlegend reformieren. Das nationale Boulevardblatt, bislang gut für Enthüllungen, schlägt sich auf die Seite der katholischen Kirche und führt eine erbitterte Kampagne gegen die Reformabsichten. Hier beschleunigt sich der Roman merklich und entwickelt eine einem Kriminalroman entsprechende Spannung.
Angesichts der Medienkampagne, die viele Vergehen aus den Reihen der Regierenden gegen die bestehenden Sittengesetze ans Licht zerrt, nehmen sich Rysselgeert (mittlerweile Staatssekretär im Außenministerium) und Jans (Kabinettschef des Innenministers) das Leben. Schließlich scheitert das Reformvorhaben an Abweichlern im Parlament, der Innenminister (Großvater) tritt zum Ende einer flammenden, vierstündigen Rede zurück, in der er jedes sittenwidrige Verhalten aller gegen die Reform votierenden Abgeordneten öffentlich macht. Bald darauf kandidiert Bruno Collignon erfolgreich für ein Parlamentsmandat und kämpft für die Abschaffung der Monarchie. Sein Großvater, der weiterhin die Liberalen als Abgeordneter vertritt, fürchtet, dass sein Enkel die demokratische Verfassung in Frage stellt, und zieht einen vorsichtigen Vergleich mit dem Emporkommen Adolf Hitlers in Deutschland. Für den großväterlichen Politiker und Industrie-Manager ein Grund, den „Bericht über Bruno“ zu verfassen.

## Interpretation
Der Roman ist zugleich ein psychologischer Entwicklungsroman als auch eine durchdringende Darstellung politischen und gesellschaftlichen Lebens der ersten beiden Nachkriegsjahrzehnte. So werden einerseits die persönlichen Auseinandersetzungen zwischen dem machtbewussten Großvater und dem verletzlichen, unerbittlich die Wahrheit suchenden Enkel zu politischen Kontroversen, die Spannungen zwischen Generationen zum öffentlichen Kampf. Anderseits gewinnt der Roman vor der Folie einer homosexuellen Partnerschaft und der nicht durch eine Ehe legitimierten Beziehung des Unternehmer-Politikers eine politische Dimension, die sich auf die bis weit über die frühen 1960er Jahre hinaus herrschende Moral und Rechtslage zu Fragen der Sexualität bezieht. Er wird dadurch zu einer entschiedenen Streitschrift gegen die damalige Doppelmoral und die per Gesetz begrenzte sexuelle Selbstbestimmung (§ 175 StGB, der sexuelle Handlungen zwischen Männern generell unter Strafe stellte, wurde 1969 auf sexuelle Handlungen mit männlichen Minderjährigen eingeschränkt und 1994 ganz aufgehoben).
Die im Roman thematisierte Reform des Sittlichkeitsgesetze hat der Autor 1962 weit vorweggenommen – in der realen Politik wurde sie erst nach „1968“ ein Thema. Auch die Themen Spionage, Verhältnis Kommunismus zu Kapitalismus und Entwicklung kommunistischer Parteien in Westeuropa wurden erst nach 1962 drängende Realität. In Bericht über Bruno erweist sich Breitbach damit als weitsichtiger Warner, der darauf drängt, missliche Umstände nicht zu ignorieren, sondern zu reformieren. Er macht überdies die Untrennbarkeit von Privatem und Öffentlichem deutlich und veranschaulicht, dass politische Vorgänge nicht von unsichtbaren Schicksalsmächten gesteuert, sondern von fehlerhaften Menschen gemacht werden.
Wie Breitbach selbst ausführte, schrieb er den Bericht über Bruno für ein „politisch versiertes oder wenigstens interessiertes Publikum“. Das Hauptthema des Schriftstellers war, die verborgenen Motive des Handels politischer Protagonisten zu zeigen. Der Stil des Berichts – weite Passagen des Buches sind in der indirekten Rede gehalten – ermöglichte Breitbach, als Autor die objektivste aller denkbaren Positionen einzunehmen und die Geschichte völlig kommentarlos dem Leser vorzulegen, der damit sein eigenes Urteil fällen kann. In der Innensicht ermöglicht der Stil überdies, der nur sich selbst Rechenschaft ablegenden Perspektive des Großvaters und damit eines Handelnden „ganz oben“ gerecht zu werden. Breitbach äußerte 1977 selbst dazu: „Ein Schriftsteller kann nur bewusstseinserhellend wirken. In der Politik glaube ich so gut wie nie an ein Ideal. Ich glaube allerdings, dass ein Ideal immer im Ansatz vorhanden war und durch das Ausüben der Macht pervertiert wurde. Jede Macht braucht ein Korrektiv. Dieses Korrektiv ist die Opposition.“
Das fiktive Land der Handlung liegt zwischen Deutschland und der See, und fast alle namentlich genannten Personen tragen niederländischsprachige Namen. An Belgien erinnert insbesondere, dass die Königinmutter des Romans gegen den Willen der Regierung die Sowjetunion besucht – was auch die damalige belgische Königinmutter Elisabeth 1958, 1961 und 1962 tat und was ihr sowohl die Ablehnung der Regierung als auch viel schlechte Pressekritik eintrug. Für Belgien sprechen auch die wegen des Verhaltens Leopolds III. geschwächte Position der Monarchie, das Parteiengefüge mit einer starken liberalen Partei, der starke Einfluss der katholischen Kirche, die Nähe zu Frankreich und schließlich die Kritik am Verhalten der wenig zuvor unabhängig gewordenen Staaten Afrikas (Belgien besaß mit Belgisch-Kongo und Ruanda-Urundi ein großes afrikanisches Kolonialreich). Das Land des Romans ist aber dennoch nicht mit Belgien gleichzusetzen, weist es doch mehrere Inseln auf und gerät die Monarchie auch während der Handlungszeit um 1960 herum erneut ins Wanken.

## Entstehung und literaturwissenschaftliche Einordnung
Breitbach wollte zuerst nur die Jagdepisode schildern, in welcher der Großvater seinen Enkel belügt, obwohl sie vorher ausgemacht hatten, einander nie die Unwahrheit zu sagen. Die Erfahrung des „Großvaters“, die ihm beim Schreiben gegenwärtig wurde, veranlasste ihn dann, in nur sechs Monaten die Erzählung zum Roman zu erweitern. Mehrere Personen des Romans haben vermutlich reale Vorbilder, zumal Breitbach mit zahlreichen Persönlichkeiten aus Politik, Literatur, Diplomatie, Industrie, Publizistik und Wissenschaft in regem Kontakt stand. Vorbilder des „Großvaters“ waren vermutlich Robert Bosch, Walther Rathenau und Emile Mayrisch, wobei Breitbach einmal selbst äußerste, der „Großvater“ sei in vieler Hinsicht er selbst („insofern ist dieses Buch sehr autobiographisch, aber nicht in der äußeren Biographie“) – Breitbach hatte in seiner Jugend selbst ein schwieriges Verhältnis zum Vater und zum Großvater. Vorbild für den sowjetischen Botschafter war der Diplomat Vinogradow, wie der Autor selbst zugab. Die „Königinmutter“ ist in Charakter und Handeln der Witwe König Alberts I., Elisabeth in Bayern, bis ins Detail nachempfunden, obwohl Breitbach sie nie persönlich gekannt hat.
Der Roman steht mehr in der französischen als in der deutschen Tradition. Das politische Element ist in der französischen Literatur deutlich stärker ausgeprägt; in Frankreich wird Breitbachs Bericht über Bruno in die Nachfolge von Honoré de Balzac, Stendhal, Gustave Flaubert und André Gide gestellt. Die deutsche Kritik tat sich denn auch schwer sowohl mit der Höhe der Machtebene (keine Kritik der Macht aus kleinbürgerlicher Optik, wie in Deutschland üblich, sondern auf Augenhöhe der Mächtigen) als auch mit dem strengen Stil der Sprache. Die französische Kritik nahm Rapport sur Bruno hingegen durchweg positiv auf, und Breitbach erhielt 1965 dafür den Prix Combat.

## Ausgaben
- Joseph Breitbach: Bericht über Bruno. Insel, Frankfurt am Main 1962 (Erstausgabe).
- Joseph Breitbach: Bericht über Bruno. Mit einem Nachwort von Alexandra Gräfin Plettenberg. Fischer, Frankfurt am Main 1999, ISBN 3-596-14318-7.
- Joseph Breitbach: Bericht über Bruno. Wallstein-Verlag, Göttingen 2009, ISBN 3-8353-0494-1.